# Montenegro en de euro

Eurozone
EU-lidstaten met verplichting de euro in te voeren
EU-lidstaten die een uitzonderingsbepaling hebben op het invoeren van de euro
Gebieden buiten de EU die de euro gebruiken krachtens een overeenkomst met de EU (San Marino, Monaco, Vaticaanstad en Andorra)
Gebieden buiten de EU die de euro gebruiken zonder een overeenkomst met de EU

Dat Montenegro de euro gebruikt, komt omdat Montenegro geen eigen valuta heeft. Vanaf 1996 is de Duitse mark als de facto valuta ingevoerd in alle transacties en werd officieel aanvaard als Montenegrijnse valuta in november 1999. Toen in 2002 de Duitse mark werd ingewisseld voor de euro werd de wissel zonder bezwaren vanuit de Europese Centrale Bank (ECB) doorgevoerd.
De Europese Commissie en de ECB hebben sindsdien bij verschillende gelegenheden wél bezwaren geuit over het oneigenlijk gebruik van de euro door Montenegro, waarbij woordvoerder van de Europese Commissie, Amelia Torres verklaarde dat "de voorwaarden voor het invoeren van de euro helder zijn. Ten eerste betreft dat men lid moet zijn van de Europese Unie." Verklaring bijgevoegd bij het Stabilisation and Association Agreement met de EU verklaart dat: "unilaterale invoering van de euro niet verenigbaar is met het Verdrag."

## Voorwaarden voor het gebruik van de euro
De EU staat op het toepassen van strenge voorwaarden voor het invoeren van de euro (convergentie criteria), zoals ten minste twee jaar deel nemen aan het WKM II. Aan de voorwaarden wordt niet getornd, echter het verhinderde Montenegro niet om de euro unilateraal in te voeren. Bovendien heeft de EU zorgen geuit over de staatsschuld van Montenegro, die 57% van het bbp bereikte in 2011.

## Reactie Montenegro
Ambtenaren van de Montenegrijnse Centrale bank hebben bij verschillende gelegenheden aangegeven dat de Europese instellingen verwachten dat Montenegro zich zeer strikt aan de WKM regels houdt, gezien de toetredingsprocedures tot de Europese Unie. Nikola Fabris, hoofd-econoom van de Centrale Bank van Montenegro, heeft aangegeven dat toen ze de euro invoerden als munt de situatie anders was dan nu en dat als andere landen unilateraal de euro invoeren, waarbij hij voornamelijk doelde op Kroatië en Bosnië en Herzegovina, deze sancties werden opgelegd en een bevriezing van toetredingsonderhandelingen door de EU.
Op 17 december 2010 werd aan Montenegro de status van kandidaat-lidstaat toegekend van de Europese Unie. Het geschil met betrekking tot het gebruik van de euro werd door analisten verwacht verholpen te zijn in de toetredingsonderhandelingen. Diplomaten gaven te kennen dat het niet waarschijnlijk is dat Montenegro gedwongen wordt de circulatie van de euro in hun land stil te leggen. Radoje Žugić, de minister van Financiën in Montenegro, verklaarde dat "het onzinnig is eerst de euro uit circulatie te nemen, een eigen munt in te voeren en daarna vanwege het lidmaatschap van de EU en de ratificatie van het Verdrag van Maastricht weer de euro in te voeren." Hij hoopte daarentegen dat Montenegro toestemming zou krijgen om de euro te blijven gebruiken. Daartoe beloofde hij dat de regering van Montenegro voorafgaand toetreding regelingen zou overnemen, met name op fiscaal gebied.

## Munten van muntgeld
In tegenstelling tot de "officiële" leden van de Eurozone, slaat Montenegro geen eigen muntgeld en heeft daarom geen eigen nationale zijde van de euromunten.